# Gusztáv soron kívül
A Gusztáv soron kívül a Gusztáv című rajzfilmsorozat első évadának harmadik epizódja.

## Rövid tartalom
Gusztávnak sehogy nem sikerül elkerülnie a sorban állással járó fáradalmakat.

## Alkotók
- Rendezte: Nepp József
- Írta: Bélai István, Nepp József
- Zenéjét szerezte: Deák Tamás
- Operatőr: Neményi Mária
- Vágó: Czipauer János
- Rajzolták: Csiszér Ágnes, Révész Gabriella, Szoboszlay Péter, Vásárhelyi Magda
- Gyártásvezető: Bártfai Miklós, László Andor

Készítette a Pannónia Filmstúdió